# Nueva Zelanda en los Juegos Paralímpicos de Heidelberg 1972
Nueva Zelanda estuvo representada en los Juegos Paralímpicos de Heidelberg 1972 por diez deportistas, siete hombres y tres mujeres.

## Medallistas
El equipo paralímpico neozelandés obtuvo las siguientes medallas:
| Nombre        | Deporte   | Evento                 |
| ------------- | --------- | ---------------------- |
| Oro           |           |                        |
| Eve Rimmer    | Atletismo | Pentatlón 3 femenino   |
| Eve Rimmer    | Atletismo | Peso 3 femenino        |
| Graham Condon | Atletismo | Disco 3 masculino      |
| Plata         |           |                        |
| Eve Rimmer    | Atletismo | Disco 3 femenino       |
| Eve Rimmer    | Atletismo | Jabalina 3 femenino    |
| Graeme Marett | Atletismo | Disco 2 masculino      |
| Bronce        |           |                        |
| Graeme Marett | Atletismo | Pentatlón 2 masculino  |
| Jim Savage    | Atletismo | Peso 3 masculino       |
| Tina Morgan   | Natación  | 25 m libre 1B femenino |